# ولم يقل كلمة
ولم يقل كلمة واحدة  (Und sagte kein einziges Wort) هي رواية نُشرت لأول مرة سنة 1953 وتُعد من أوائل وأهم أعمال هاينريش بول، الحاصل  على جائزة نويل للأدب.  يظهر فيها بشكل واضح أسلوبه الإنساني الواقعي. تدور أحداث الرواية في ألمانيا ما بعد الحرب العالمية الثانية حيث الخراب المادي والنفسي لا يزال يخيّم على حياة الناس. بطلا الرواية هما "فريد بوغنر" وزوجته "كاتي" وهما زوجان يعانيان من الفقر المدقع والتفكك العاطفي في وقت يحاولان فيه الحفاظ على ما تبقى من علاقتهما.
الرواية قصيرة نسبيًا وتُبنى بأسلوب سردي متناوب حيث نقرأ الفصول من وجهة نظر الزوج فريد ثم من وجهة نظر كاتي ما يمنح القارئ عمقًا أكبر لفهم دواخل الشخصيتين ومشاعرهما. العنوان مستوحى من ترنيمة مسيحية تشير إلى صمت المسيح أمام جلاديه وهو يُستخدم هنا كرمز لصمت كاتي وصبرها على الألم.

## الكاتب
هاينريش بول هو أحد أبرز الكتّاب الألمان في القرن العشرين وُلِد في مدينة كولونيا سنة 1917 لعائلة كاثوليكية متواضعة. رفض بول الانضمام إلى "شباب هتلر" وخدم خلال الحرب العالمية الثانية جنديًا في الجبهة الشرقية حيث شهد أهوال الحرب ووقع أسيرًا في يد القوات الأمريكية. بعد الحرب عمل في مجال الأدب والصحافة وبدأ كتابة الروايات والقصص القصيرة التي تتناول الانهيار الأخلاقي والاجتماعي لألمانيا بعد الحرب ومحنة الإنسان الفرد في مواجهة السلطة والبيروقراطية.
بول هو من مؤسسي أدب "الأنقاض" أو "أدب ما بعد الحرب" وقد كتب بأسلوب واقعي مفعم بالإنسانية والصدق مما جعله يحظى بتقدير واسع محليًا ودوليًا. حصل على جائزة نوبل في الأدب سنة 1972 تقديرًا لإبداعه الذي يعكس الضمير الأخلاقي للأمة الألمانية. من أبرز أعماله : "ملاك الصمت" و"رأي مهرج" و"شرف كاثرينا بلوم الضائع".

## ملخص
تبدأ الرواية وقد انفصل فريد عن زوجته كاتي بعد أن عجز عن تحمّل ضغوط الحياة اليومية وسوء الظروف المادية. كاتي تعيش وحدها في غرفة صغيرة مع أطفالها الثلاثة وتكافح من أجل توفير الطعام والسكينة لهم بينما فريد يعيش حياة متشرّدة نوعًا ما يعمل عملًا مؤقتًا وينفق ما يكسبه على السجائر والكحول ويزور كاتي من حين لآخر ليقضي معها ليلة في فندق رخيص.
تتطور الرواية حول هذه اللقاءات النادرة بين الزوجين والتي تعكس الحب الذي لا يزال قائمًا بينهما لكنه يتآكل بفعل الفقر واليأس والاضطرابات النفسية. فريد يشعر بالذنب والعجز عن تأدية دوره كأب وزوج بينما كاتي تحاول التماسك من أجل أطفالها ولكنها تحن إلى دفء العلاقة القديمة.
في إحدى الليالي ينجح فريد في جمع المال اللازم لقضاء ليلة مع كاتي في فندق لكن حتى هذا اللقاء لا يحقّق لهما الراحة إذ يغلب عليه التوتر والتعب والانفصال العاطفي. تنتهي الرواية بصمت ثقيل يعكس الغربة بين الزوجين رغم الحب ويشير إلى غياب الحلول السهلة في واقع محطم.

## المغزى
تحمل رواية "ولم يقل كلمة واحدة" رسالة إنسانية عميقة تتعلّق بتفكك العلاقات البشرية تحت وطأة الفقر والاضطرابات النفسية. الحب في هذه الرواية لا يكفي وحده للبقاء فالعوائق المادية والضغوط الاجتماعية أقوى من العاطفة المجردة. فريد وكاتي يحبان بعضهما ولكنّ حياتهما أصبحت مليئة بالحواجز حتى أن التواصل بينهما بات أمرًا صعبًا.
يرمز الصمت في الرواية إلى العجز إلى لحظات الألم التي تعجز الكلمات عن التعبير عنها وإلى الاستسلام الصامت أمام واقع قاسٍ لا يرحم. كاتي التي تتحمل العبء الأكبر تتحول إلى رمز للمسيح المعاصر الذي يعاني بصمت ولا يشتكي في إشارة إلى الفداء والاحتمال.
الرواية أيضًا نقد اجتماعي للواقع الألماني بعد الحرب حيث غاب الدعم الحقيقي للأسر ووجد الناس أنفسهم في مواجهة حياة مفككة لا تساعدهم على التعافي أو الاستمرار. بول ينتقد الكنيسة والمجتمع في آنٍ واحد ويطرح تساؤلات حول المسؤولية الأخلاقية في إعادة بناء مجتمع إنساني وعادل.

## الأسلوب الأدبي
يتميّز أسلوب هاينريش بول في هذه الرواية بالبساطة والدقة حيث يستخدم لغة واضحة ومباشرة تخلو من الزخارف الأدبية الزائدة ما يمنح النص صدقًا ووقعًا إنسانيًا قويًا. يعتمد بول على السرد المزدوج أي التناوب بين صوت الزوج والزوجة وهو أسلوب يضيف بعدًا نفسيًا عميقًا ويجعل القارئ يشارك الشخصيتين في معاناتهما وترددهما ومشاعرهما المختلطة.
الزمن في الرواية محدود للغاية فالأحداث تدور في إطار زمني قصير، لا يتعدى أيامًا معدودة ولكن بول يُكثّف الأحداث ويمنحها عمقًا يختصر سنوات من الألم والمعاناة. كما يبرع في وصف التفاصيل الصغيرة التي تعبّر عن الألم الصامت مثل وصف كاتي للكنيسة التي يتراكم عليها الغبار أو توتر فريد أثناء البحث عن عمل.
كذلك يستخدم بول الرموز بشكل ذكي وغير مباشر فالعنوان نفسه يحمل رمزًا دينيًا وسياسيًا يعكس طبيعة الألم الذي لا يُعبّر عنه بالكلام ولكنه حاضر في كل سطر من سطور الرواية.

## النقد الأدبي
حظيت "ولم يقل كلمة واحدة" بإشادة واسعة من النقّاد في ألمانيا وخارجها حيث اعتُبرت نموذجًا بارزًا لأدب ما بعد الحرب الذي يعالج الأزمة الأخلاقية والاجتماعية التي خلفتها الحرب العالمية الثانية. امتدح النقاد صدق بول في تصوير الشخصيات وواقعيته التي لا تتجمّل وقدرته على التعبير عن الألم اليومي العادي بطريقة مؤثرة.
كتب أحد النقاد الألمان بأن هذه الرواية "حدث أدبي" لأنها بعيدة عن التنظير والمبالغة وتتناول جوهر الإنسان من الداخل دون قناع. كذلك أشاد آخرون بالأسلوب المتناوب بين الأصوات السردية الذي أظهر التناقض بين المشاعر والرؤية.
ومع ذلك رأى بعض النقاد أن الرواية رغم عمقها العاطفي محدودة من حيث التنوع المكاني والزمني وأنها أشبه بـ "حالة نفسية" أكثر منها حبكة روائية. وُجّهت انتقادات أيضًا للتركيز الكبير على الصمت والكآبة وهو ما جعل الرواية ثقيلة على بعض القراء.
لكنّ غالبية الآراء تتفق على أن الرواية قدّمت معالجة ناضجة لمشكلة إنسانية شائعة : كيف يمكن للعلاقات الإنسانية أن تصمد في وجه الظروف القاهرة؟ ونجح بول في تحويل هذه التساؤلات إلى تجربة أدبية صادقة وملامسة للواقع.